# 平出隆
平出 隆（ひらいで たかし、1950年11月21日 - ）は、日本の詩人、散文家。芸術選奨文部科学大臣賞などを受賞。

## 人物
「詩人、散文家として、数々の詩書を刊行。国際的ベストセラー小説『猫の客』の著者。みずからのデザインや写真による、極小の本 «via wwalnuts» 叢書を刊行中。多摩美術大学名誉教授、芸術人類学研究所所員。大江健三郎により「詩の中から新しい散文を生み出す詩人」とされる。」
福岡県門司市（現北九州市門司区）出身。福岡県立小倉高等学校を経て、一橋大学社会学部に入学。神田神保町の「美学校」にも通う。1976年に一橋大学を卒業。

## 来歴
1972年、大学在学中に連作詩篇「花嫁」を『ユリイカ』に発表。
1974年、稲川方人、河野道代ともに、版元「書紀書林」を設立。1975年以降、同社から詩誌『書紀』『書紀=紀』のほか、いくつかの詩書を刊行。70年代の詩的ラディカリズムを担う。80年代半ば以降、同社はしばらく活動を休止したが、90年代には建畠晢が新たに加入し、詩誌『stylus』を刊行した。なお、一連のプライヴェート・プレス活動、「造本としてのエクリチュール」の実践は、2010年からvia wwalnuts社を拠点に再開される。
1976年、5月に第一詩集『旅籠屋』を紫陽社より刊行。
1978年、河出書房新社に入社し、『文藝』編集部に所属。澁澤龍彦や川崎長太郎らの担当編集者となる。
1982年、5月に第一評論集『破船のゆくえ』を思潮社より刊行。11月に第二詩集『胡桃の戦意のために』を思潮社より刊行。
1984年、10月に第三詩集『若い整骨師の肖像』を小沢書店より刊行。
1985年、評論集『攻撃の切尖』を小沢書店より刊行。アイオワ大学のInternational Writing Programに招待詩人として参加。
1987年、11月に詩集『家の緑閃光』を書肆山田より刊行。河出書房新社を退社。
1989年、3月に『白球礼讃』を岩波書店より刊行（岩波新書（新赤版）64）。
1990年、多摩美術大学美術学部芸術学科非常勤講師、1991年多摩美術大学美術学部芸術学科助教授、1998年教授（2006年度から2011年度まで芸術学科長をつとめる）。多摩美術大学芸術人類学研究所所員兼任。
1992年、10月に評論集『光の疑い』を小沢書店より刊行。
1993年、6月に『左手日記例言』を白水社より刊行（同書により第45回読売文学賞受賞）。
1995年、9月にケルンで開かれた《河原温 出現 – 消滅》展に際して講演を行う（草稿はのちにvia wwalnuts叢書07として刊行された）。
1997年、3月に編著『日本の名随筆 別巻73 野球』を作品社より刊行。
1998年、ベルリン自由大学客員教授として翌年の1999年までベルリンに滞在。
2000年、7月に歌集『弔父百首』を不識書院より刊行。
2001年、9月に『猫の客』を河出書房新社より刊行。『葉書でドナルド・エヴァンズに』を作品社より刊行。
2002年、4月に『ベルリンの瞬間』を集英社より刊行。
2003年、2月に『葉書でドナルド・エヴァンズに』の英訳 Postcards to Donald Evans 刊行（Tomoyuki Iino訳、Tibor De Nagy Foundations社）。6月に編集を担当した『伊良子清白全集』が岩波書店より刊行。10月に『伊良子清白』を新潮社より刊行。
2004年、3月に『猫の客』のフランス語訳 Le chat qui venait du ciel 刊行（Elisabeth Suetsugu訳、Editions Philippe Picquier社）。6月に『ウィリアム・ブレイクのバット』を幻戯書房より刊行。7月に評論集『多方通行路』を書肆山田より刊行。
2005年、春に開催されたライプツィヒでの国際ブックフェアにおいて、自装による長篇評伝『伊良子清白』が「世界でもっとも美しい本」賞の候補となる。同年、「大江健三郎の推奨する詩人」として、大江と共にオーストリアでの文学祭Sprachsalzに参加。
2006年、思想家・人類学者の中沢新一を多摩美術大学に招聘し、芸術人類学研究所を創設。以後、同研究所では《野外を行く詩学》部門を担当し、研究をとおして過去の芸術家の居留地などを結び合わせる《フィールド・ミュージアム・ネット》の活動を展開する。東京都台東区の子規庵との連携により、正岡子規の研究にたずさわる。同年、新たに発見された子規の絵の調査を担当。
2007年、9月10日に加納光於＋平出隆『雷滴 その研究』を書紀書林より刊行（インタリオ：加納光於、詩篇：平出隆、限定13部）。同月27日に論集『遊歩のグラフィスム』を岩波書店より刊行。
2008年、読売文学賞選考委員をつとめる（2010年まで担当）。『胡桃の戦意のために』の英訳 For the Fighting Spirit of the Walnut 刊行（Sawako Nakayasu訳、New Directions社）。「第1回 日中韓・東アジア文学フォーラム」に参加。7月、古井由吉との朗読会（新宿「風花」にて）。
2009年、5月に『猫の客』が河出文庫から再刊。北九州市より特命大使（文化大使）の委嘱を受け、同年「第2回 日中韓・東アジア文学フォーラム」で基調報告を行なう。翌年、北九州市立文学館の「宗左近賞」「みずかみかずよ賞」の審査員を務める。
2010年、1月に小説『鳥を探しに』を扶桑社より刊行。via wwalnuts社を設立し、8ページを基本単位とするミニマルな書籍「via wwalnuts」叢書を創刊。メールアートのようなブックデザインを手がけるとともに、既存の文壇や詩壇から独立したかたちでの読者とのコミュニケーション・ルートを開拓し、新しい流通網をデザインするなど、様々な側面から実験的なプロデュースを行う。叢書には美術家の加納光於による図像が印刷されている。以後、同社を拠点とした出版活動を軸に、アート関係の施設やギャラリー、ブックフェアなどでさまざまな活動が展開される。3月にvia wwalnuts叢書01『雷滴 その拾遺』を刊行。以後、同叢書のシリーズを継続的に刊行。
2012年、3月に、岡井隆、平出隆、倉田比羽子、守中高明との朗読会「詩歌の饗宴————朗読と語りのゆうべ」に参加。ギタリスト・音楽プロデューサーの伊藤ゴローのアルバム『GLASHAUS(グラスハウス)』のジャケットデザインを手がけ、4月に同アルバムが発表される。デザインにはドナルド・エヴァンズの作品と平出の旧著『葉書でドナルド・エヴァンズに』にゆかりのある自身の写真が用いられた。5月には南青山のスパイラルで初の写真による個展を開催。
2014年、1月28日に小説『猫の客』の英訳The Guest Cat(Eric Selland訳)が出版される。同訳書はその後、ニューヨーク・タイムズとサンデー・タイムズでベストセラーとなる。これに続いて、スペイン語訳、オランダ語訳、イタリア語訳、 スウェーデン語訳、ドイツ語訳、中国語訳（台湾・繁体字版）、ポーランド語訳（2016年）などが刊行されている。

## 受賞歴
- 1982年 詩集『胡桃の戦意のために』で芸術選奨文部大臣新人賞を受賞。
- 1994年 北九州市民文化賞及び散文集『左手日記例言』で読売文学賞受賞。
- 2003年 小説『猫の客』で木山捷平文学賞受賞及び三島由紀夫賞候補となる。『ベルリンの瞬間』で紀行文学大賞受賞。
- 2004年 評伝『伊良子清白』で芸術選奨文部科学大臣賞、同書の自装で造本装幀コンクール経済産業大臣賞、伊良子清白に関する全業績で第42回藤村記念歴程賞を受賞。
- 2008年 詩集『胡桃の戦意のために』の英訳（中保佐和子訳）でアメリカの最優秀海外図書賞 Best Translated Book Award を受賞。

## 備考
草野球チーム《ファウルズ》の監督兼三塁手として、長い間チームを牽引。最盛期は毎年65試合に出場していた。チームは1976年に詩人山口哲夫・稲川方人との雑談から《草野球団・ファウルズ》として創立された。1985年にアメリカ野球殿堂が文書をもって公認した史上初の草野球チーム。1986年《クーパースタウン・ファウルズ・ボール・クラブ》となる。球団の名誉顧問として長嶋茂雄、名誉選手にレロン・リー、名誉監督として豊田泰光を擁する。平出自身による関連書籍として『ベースボールの詩学』『白球礼讃』などのエッセイがある。

## 著書
- 『旅籠屋』紫陽社、1976年
- 『平出隆詩集　新鋭詩人シリーズ』思潮社、1977年
- 『破船のゆくえ』思潮社、1982年
- 『胡桃の戦意のために』思潮社、1982年
- 『若い整骨師の肖像』小沢書店、1984年
- 『攻撃の切尖』小沢書店、1985年
- 『家の緑閃光』書肆山田、1987年
- 『ベースボールの詩学』筑摩書房、1989年／講談社学術文庫、2011年
- 『白球礼讃——ベースボールよ永遠に』岩波新書、1989年
- 『平出隆詩集』思潮社 現代詩文庫、1990年
- 『光の疑い』小沢書店、1992年
- 『左手日記例言』白水社、1993年
- 『弔父百首』不識書院、2000年
- 『葉書でドナルド・エヴァンズに』作品社、2001年／講談社文芸文庫、2021年
- 『猫の客』河出書房新社、2001年／河出文庫、2009年
- 『ベルリンの瞬間』集英社、2002年
- 『伊良子清白』新潮社、2003年。2分冊
- 『ウィリアム・ブレイクのバット』幻戯書房、2004年、新版2012年
- 『多方通行路』書肆山田 2004年
- 『遊歩のグラフィスム』岩波書店、2007年
- 『鳥を探しに』双葉社、2010年
- 『私のティーアガルテン行』紀伊國屋書店、2018年

### 編著
- 『雷滴 その研究』書紀書林、2007年（詩画集 詩：平出隆、インタリオ：加納光於）
  - 『雷滴 その拾遺』via wwalnuts叢書、2010年
- 『澁澤龍彦 夢のかたち』via wwalnuts叢書、2010年
- 『精神の交通のあたらしい場所』via wwalnuts叢書04、2011年
- 『雷滴 その放下』via wwalnuts叢書05、2011年
- 『門司ン子版 ボール遊びの詩学』via wwalnuts叢書06、2011年
- 『言語としての河原温』via wwalnuts叢書07、2011年
- 『雷滴』via wwalnuts社、2011年（限定版・普及版 詩：平出隆、インタリオ複製：加納光於）
- 『胡桃だより 1 左岸へ』via wwalnuts叢書09、2011年
- 『カフカの泣いたホテル——FOOTNOTE PHOTOS 01』via wwalnuts叢書10、2012年。FOOTNOTE PHOTOSシリーズは写真と文による構成
- 『アクテルデイク探訪——FOOTNOTE PHOTOS 02』via wwalnuts叢書11、2012年
- 『言語と美術　平出隆と美術家たち』DIC川村記念美術館、2018年

### 編・刊行
- 『日本の名随筆 別巻73 野球』、作品社、1997年
- 『伊良子清白全集』全2巻 岩波書店、2003年

### 音声
- 『声のエッセイ　17 野球——白球のダイアローグ』（オーディオブック 原作：宮沢賢治、正岡子規、寺山修司、鮎川信夫） ラジオカフェ、2008年1月
- 『声のエッセイ　18 猫——しっぽを持った謎』（オーディオブック 原作：長谷川四郎、内田百閒、谷崎潤一郎） ラジオカフェ、2008年

詩篇はドイツ語、韓国語、中国語、ロシア語に翻訳されている。